# Кризис идентичности
Кри́зис иденти́чности — особый период формирования личности, во время которого человек находится в поиске своего места, роли и предназначения в социуме. Этому периоду свойственно такое психологическое состояние человека, при котором он чувствует утрату собственной эго-идентичности и сталкивается с проблемой самоопределения.
Как правило, наступление кризиса происходит тогда, когда развитие идентичности достигает своей критической точки, что преимущественно характерно для подросткового возраста.
Ведущими исследованиями в области кризиса идентичности являются труды американского психолога XX века Эрика Эриксона.

## Проблема самоопределения
В попытках избежать наступления кризиса идентичности многие молодые люди прибегают к намеренному ускорению процесса самоопределения. Чаще всего это приводит к тому, что юный разум начинает постепенно оправдывать существование предопределенности и, как следствие, не может полноценно реализовать свой потенциал.
Также у некоторых молодых людей нередко прослеживается склонность к отсутствию мотивации, в связи с чем период неопределенности в социуме приобретает затяжной характер. Иногда проблема самоопределения обретает более радикальный характер и приводит к формированию «негативной идентичности». «Негативная идентичность» подразумевает принятие индивидом социально нежелательной роли в социуме, а также наличие признаков девиантного поведения.

## Виды кризиса идентичности
На сегодняшний день можно выделить два основных вида кризиса идентичности:
- Мотивационный кризис — в условиях мотивационного кризиса индивид страдает от нехватки руководящих обязательств, но при этом стремится к установлению личных целей и ценностей.
- Легитимационный кризис — в этом случае индивид обладает целым рядом обязательств, поведенческие императивы которых не всегда совпадают, что приводит к уходу по крайней мере одного из них на задний план.

Также выделяют разные степени проявления кризиса идентичности, в частности тяжёлый или глубокий кризис. Кроме того, Э. Эриксон в своих работах обращал внимание на разные категории людей, подверженных кризису идентичности. В более ранних исследованиях Э. Эриксон связывал данный термин с опытом ветеранов Второй мировой войны. В дальнейшем он стал все больше углубляться в проблему самоопределения у представителей молодежи.
Кроме того, термин «кризис идентичности» может быть использован применительно к самой ситуации, с которой столкнулся индивид — потеря рабочего места, прежнего социального статуса, начало самостоятельной жизни и отделение от родительского дома, возникновение неожиданных тяжелых обстоятельств (болезнь, инвалидность).

## Способы предотвращения и преодоления кризиса идентичности
Существуют разные способы избежать наступления кризиса идентичности. Они включают в себя как позитивные действия самого индивида по отношению к идентичности, так и рекомендации для близких людей индивида, соблюдение которых поможет снизить вероятность наступления кризиса.
В первую очередь, индивид сможет предотвратить кризис идентичности путем тщательного самоанализа. Регулярный самоанализ не только поможет определить свои сильные и слабые стороны, но и существенно облегчит процесс определения ключевых целей и ценностей, подготовит индивида к переходу на следующий этап. Также следует более внимательно и осторожно относится к своему окружению, так как отношения с другими людьми оказывают сильное влияние на формирование идентичности. Кроме того, следует исследовать и развивать свои интересы, уделять свободное время по-настоящему важному и любимому делу. Ещё одним действенным способом предотвращения кризиса идентичности является практика визуализации себя в будущем. Иными словами, рекомендуется представлять лучший возможный вариант себя и своего личностного развития в обозримом будущем. Это не только поможет избежать антимотивационного настроя и проблемы самоопределения, но также поможет быстрее и эффективнее выявить пути достижения желаемых результатов и, как следствие, «лучшего себя».
Что касается рекомендаций близким людям индивида, в частности родителям относительно воспитания ребёнка, то выделяются следующие способы предотвращения кризиса идентичности:
- Поощрение достижений индивида
- Поддержка индивида в трудных ситуациях
- Помощь в развитии потенциала индивида
- Повышение уровня отзывчивости индивида
- Отсутствие излишней требовательности и категоричности

В случае, если кризис идентичности уже наступил, существуют разные способы его преодоления.
Способы преодоления кризиса идентичности:
- Переоценка жизни и пересмотр собственных ценностей
- Адаптация к изменениям
- Изучение возможных вариантов дальнейшего развития событий, определение наиболее подходящей стратегии

Если рассматривать более частные случаи, как, например, потеря индивидом рабочего места, одной из опций выхода из состояния кризиса может стать нетворкинг. Общаясь с профессионалами в нужной сфере, индивид может получить массу полезной информации, которую он сможет использовать, чтобы открыть для себя новые карьерные перспективы.
В случае с подростковым кризисом идентичности, большую роль в разрешении данной проблемы может сыграть окружение индивида, близкие люди. В таком случае стоит представить индивиду как можно более широкий выбор вариантов дальнейшего позитивного развития, а также актуальных и практически применимых моделей поведения и развития.

## Кризис идентичности, его исследование и критика в условиях глобализации
Явление глобализации существенно усложняет процесс разрешения проблемы самоопределения, так как оно создает дополнительные обстоятельства, разрушающие целостность личности. Глобализация оказывает сильное воздействие на мировоззрение современного человека, делая его зависимым от быстрых темпов развития и постоянных изменений во всех сферах жизни. Таким образом, индивид зачастую не может выделить достаточно времени на разрешение кризиса идентичности или просто не прибегает к своевременным мерам предотвращения данной проблемы. Зачастую это приводит к разрушению самоощущения и чувству «беспочвенности».
Глобализация также негативно влияет на эффективность исследований в области кризиса идентичности, препятствуя возможности более детального рассмотрения частных случаев в виду непрекращающегося процесса адаптации индивидов к новым тенденциям и ценностям.
Именно особенности кризиса идентичности в условиях глобализации стали главным предметом критики основной теории кризиса идентичности Э. Эриксона немецким философом, социологом и социальным психологом Эрихом Фроммом. Э. Фромм предлагает иную трактовку проблемы идентичности, критикуя исследования Эриксона в том, что он не учитывает специфику проблем современного индустриального общества:
«Недавно проблема идентичности стала передним планом психологической дискуссии, особенно усиленной прекрасным трудом Эрика Эриксона. Он говорил о „кризисе идентичности“ и, несомненно, прикоснулся к одной из главных психологических проблем индустриального общества. Но, по моему мнению, не продвинулся столь далеко и не проник так глубоко, как это необходимо для полного понимания идентичности и кризиса идентичности. В индустриальном обществе люди превращены в вещи, а вещи не имеют идентичности..».
Таким образом, сегодня исследование понятия «кризиса идентичности» подвержено трудностям не только ввиду влияния динамично развивающейся внешней среды, но и из-за разной трактовки самого термина.